# Смит, Райлли
Райлли Лиам Ширан Смит (англ. Reilly Liam Sheeran Smith; 1 апреля 1991, Мимико, Онтарио, Канада) — канадский хоккеист, крайний нападающий клуба НХЛ «Вегас Голден Найтс». Обладатель Кубка Стэнли 2023 года

## Игровая карьера

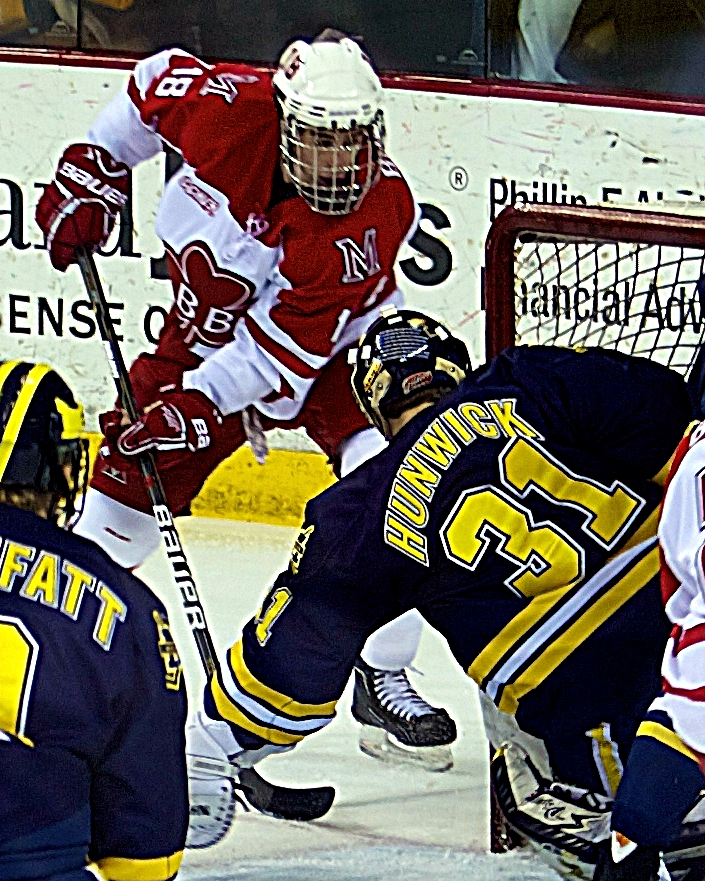
Райлли Смит в 121 игре за «Майами Редхокс» набрал 122 очка.

Смит был выбран на драфте 2009 года клубом «Даллас Старз» в 3 раунде под общим 69-м номером. Затем Райлли отыграл три сезона за команду «Майами Редхокс» из Центральной хоккейной ассоциации колледжей (англ. Central Collegiate Hockey Association сокр. CCHA) с 2009 по 2012 год. В 121 игре за «Редхокс» записал в свой актив 122 очка (66 шайб и 56 результативных передач). В сезоне 2011/12 был капитаном своей команды.
25 марта 2012 года Райлли подписал трёхлетний контракт новичка с «Даллас Старз». В сезоне 2011/2012 отыграл за «звёзд» 3 матча.
Во время локаута в НХЛ в сезоне 2012/13 играл за фарм-клуб «Даллас Старз» — «Техас Старз». В 45 матчах проведённых в АХЛ записал на свой счёт 45 очков. После завершения локаута продолжил карьеру в «Даллас Старз». Свою первую шайбу в НХЛ забросил 15 февраля 2013 года, в матче против «Ванкувер Кэнакс», поразив точным броском ворота Кори Шнайдера. Всего в сезоне 2012/13 в НХЛ провёл на льду 37 матчей, в которых забросил 3 шайбы и отдал 6 результативных передач.
4 июля 2013 года Райлли Смит стал частью большой сделки между «Даллас Старз» и «Бостон Брюинз», по обмену главным образом двух хоккеистов — Тайлера Сегина и Луи Эрикссона, в которой участвовали аж семь игроков. В итоге Райлли Смит вместе с тремя партнёрами по команде Луи Эрикссоном, Джо Морроу и Мэттом Фрэзером были обменяны в «Бостон Брюинз» на Тайлера Сегина, Рича Певерли и Райана Баттона.
Первый регулярный сезон за «Бостон Брюинз» для Смита стал весьма успешным. Райлли закрепился в основном составе «Брюинз» и провёл на льду 82 матча, в которых набрал 51 очко. По итогам регулярного сезона «Бостон Брюинз» попали в розыгрыш плей-офф Кубка Стэнли 2014 года с первого места от Восточной конференции. Кроме того «Брюинз» выиграли регулярный чемпионат и стали обладателями Президентского Кубка. Однако в полуфинале Восточной конференции в семиматчевой серии они были остановлены хоккеистами «Монреаль Канадиенс». Райлли в плей-офф провёл на льду 12 матчей в которых записал на свой бомбардирский актив 4 шайбы и 1 результативную передачу.
1 июля 2015 года был обменян в клуб «Флорида Пантерз». «Брюинз» также отдали «Флориде» права на Марка Савара, а взамен получили Джимми Хейза.
Летом 2016 года продлил контракт с «Флоридой» на 5 лет со среднегодовым доходом $ 5 млн. По окончании сезона был выставлен на драфт расширения НХЛ, на котором его выбрал клуб-дебютант НХЛ «Вегас Голден Найтс». В своём первом сезоне в НХЛ «Голден Найтс» дошли до Финала Кубка Стэнли в котором проиграли «Вашингтон Кэпиталз» в серии со счётом 4-1; по итогам регулярного сезона Смит заработал лучшие в своей карьере 60 очков.
9 мая 2021 года в матче с «Сент-Луис Блюз» офромил свой первый хет-трик в НХЛ, а «Голден Найтс» выиграли матч со счётом 4:1.
13 июля 2022 года подписал с «Голден Найтс» новый трёхлетний контракт.
28 июня 2023 года был обменян в «Питтсбург Пингвинз» на выбор в третьем раунде драфта 2024 года.
1 июля 2024 года был обменян в «Нью-Йорк Рейнджерс» на выбор во втором раунде драфта 2027 года и условный выбор в пятом раунде драфта 2025 года.

## Вне льда
Райлли является младшим братом защитника клуба «Детройт Ред Уингз» — Брендана Смита. Кроме того ещё один старший брат Рейли — Рорм, является профессиональным игроком в лакросс и выступает за команду «Колорадо Мэммут» из Национальной лиги лакросса.

## Статистика
| Легенда | Легенда                    | Легенда | Легенда                   | Легенда | Легенда    |
| ------- | -------------------------- | ------- | ------------------------- | ------- | ---------- |
| И       | Количество проведённых игр | Штр     | Штрафное время            | +/−     | Плюс-минус |
| Г       | Голы                       | П       | Голевые передачи          | О       | Очки       |
| -       | Статистика неизвестна      | —       | Статистика не учитывалась |         |            |